# Церковь Ала
Церковь Ала (швед. Ala kyrka) — средневековый храм в Але на шведском острове Готланд. Её самые старые структуры датируются XII веком. Несмотря на пожар, случившийся в 1930-х годах, в церкви сохранились средневековые фрески и оригинальная купель. Церковь Ала относится к диоцезу Висбю Церкви Швеции.

## История и архитектура

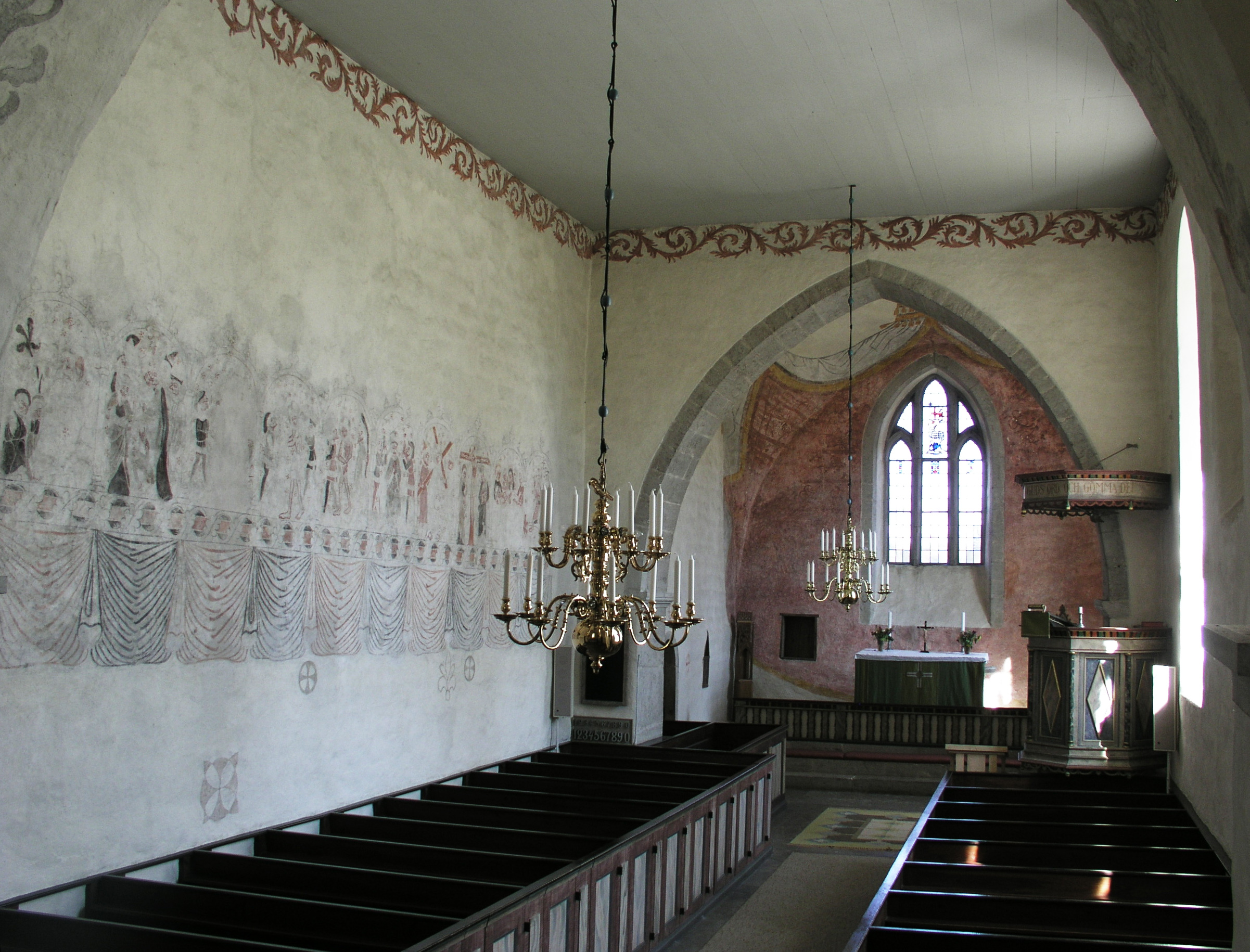
Вид на хор церкви Ала

Неф, самая старая часть церкви Ала, был возведён в XII веке. Хор был построен в середине XIII века, заменив собой существовавший ранее значительно меньший по размеру хор и апсиду. Нынешний храм не имеет апсиды, типичной для церквей на Готланде, её место занимает прямая восточная стена. Башня появилась немного ранее хора. Южные порталы храма украшают необычные каменные скульптуры.
Интерьер церкви украшают средневековые фрески, делящиеся на две группы, созданные в разное время. Первые с изображениями вымышленных животных и орнаментами были выполнены в конце XIII века, на других, датируемых XV веком представлены сцена из предания о святом Мартине, большая картина с изображением Страстей Христовых, созданная мастерской художника, известного как Мастер Страстей Христовых (Pasionsmästaren), и другие религиозные сюжеты.
Церковь сильно пострадала от пожара, случившегося в 1938 году, и большая часть её утвари погибла в огне, включая триумфальный крест XIII века. Среди немногих уцелевших предметов значилась и средневековая купель XIII века, сделанная из прочного местного известняка. В 1938—1940 годах были проведены реставрационные работы, а в 1955 году в церкви был установлен новый орган.